# ヴィルヘルム・グリーゼ
ヴィルヘルム・グリーゼ（Wilhelm Gliese, 1915年6月21日 - 1993年6月12日）は、ドイツの天文学者である。

## 生涯
現在はポーランド領になっているシレジアのゴルトベルク（Goldberg / ズウォトリヤ）に生まれた。1933年からブレスラウ大学で天文学、数学、物理学の研究を始め、後に仕事と兵役で中断されるまで、ベルリン大学で研究を続けた。当時ベルリンのダーレム区にあった天文計算研究所 (Astronomisches Rechen-Institut) の局長だったアウグスト・コプフは、1940年6月28日に基本星表第3版のデータから太陽の固有運動と銀河の回転について精査することを決めたが、その頃グリーゼは既にベルリンの陸軍の事務所で弾道計算の専門家として働いていた。グリーゼは、1942年3月23日にドイツ国防軍から招集を受けて東部戦線に送られた。1945年2月16日にポズナニの北でソ連軍の捕虜となり、ようやく帰還できたのは1949年9月11日のことだった。この10年ほどの間、彼は科学者としての活動ができなかったが、科学への熱意は衰えることはなかった。捕虜となっている間も科学についての講義を行い、また道具なしで変光星の光度変化の観測を行った。彼は観測記録をタバコのスリーブに記録して密かに持ち帰り、1950年に雑誌「Die Sterne」で発表した。
既に1943年3月1日に名目上は天文計算研究所に雇われていたグリーゼは、帰国後して間もない1949年10月にハイデルベルクに移転した天文計算研究所に観測助手として再雇用され、1957年には観測者、1965年には主任観測者となった。1954年までは天文年鑑の編集に携わり、1957年から引退する1980年まで基本星表 (FK4、FK5) の編集に携わった。
1951年7月9日、グリーゼはピーター・ファンデカンプから太陽系近傍の恒星の取り扱いに関して提案を受け、近傍恒星の星表の作成に着手した。これは、グリーゼ近傍恒星カタログ (Catalogue of Nearby Stars) として知られる。1957年に、太陽系から20パーセクまでの1000以上の天体を記載した最初の星表が刊行され、1969年には22パーセクまでの約2000の天体にまで拡張された。
小惑星(1823)グリーゼは彼に因んで命名された。